# Bolesław Masłowski
Bolesław Masłowski ur. w 1851 we Włodawie, zm. w 1928 w Konicach na Morawach (Czechosłowacja) – polski chemik, specjalista w dziedzinie barwników.

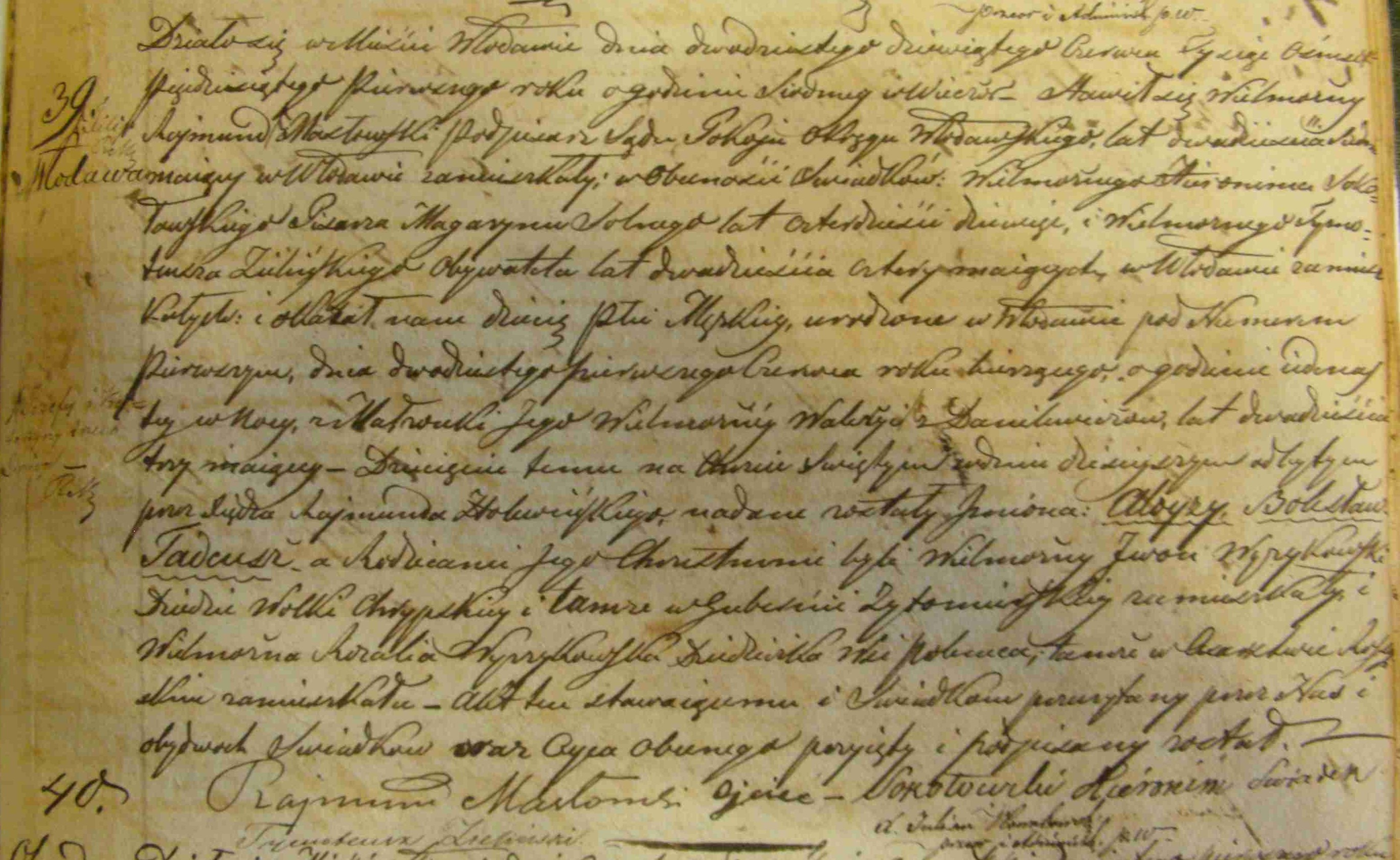
Bolesław Masłowski - metryka chrztu i urodzenia z archiwum Parafii Św. Ludwika OO. Paulinów we Włodawie

## Dzieciństwo
Urodził się 21 czerwca 1851 roku we Włodawie nad Bugiem. Pochodził się ze zubożałej rodziny szlacheckiej, herbu Samson, wywodzącej się z ziemi wieluńskiej. Masłowscy używali przydomku "Watta" i pisali się "z Rudy" (Z. Gloger w swej "Geografii historycznej ziem dawnej Polski" podaje za Długoszem, że pierwszą stolicą ziemi wieluńskiej była Ruda, zanim wybrano dogodniej położony Wieluń).

## Rodzina
Był synem Rajmunda (1825–1897) i Walerii Józefy z Danilewiczów (1827–1869), bratem Stanisława, artysty-malarza (1853–1926), Zdzisława i Mieczysława. Dziadek Masłowskiego ze strony matki, Wincenty Danilewicz (ur. 1787 w Mińsku Lit., herbu Ostoja) brał udział jako szwoleżer w kampanii napoleońskiej, za co został odznaczony francuskim orderem Legii Honorowej. Ojciec Masłowskiego, z zawodu prawnik, kilkakrotnie awansował zmieniając wraz z rodziną miejsce zamieszkania. Włodawa, miejsce urodzenia Bolesława, była jedną z wielu miejscowości, w których jego ojciec znajdował zatrudnienie. Rodzina Masłowskich przeniosła się stamtąd w roku 1856 do Garwolina, gdzie Rajmund Masłowski pełnił funkcję pisarza sądu pokoju. W latach 1858–1865 Masłowscy mieszkali w Chęcinach. Rajmund Masłowski uczestniczył w powstaniu styczniowym 1863 roku jako naczelnik okręgu chęcińskiego. W związku z tym w połowie 1864 roku został aresztowany i około 6 miesięcy spędził w więzieniu w Kielcach.

## Studia
Od 1865 roku Masłowscy mieszkali w Kaliszu i tam Bolesław ukończył szkołę średnią. Następnie podjął naukę na dwuletnim studium farmacji w Warszawie (gdzie jego ojciec został służbowo przeniesiony w 1871 roku). Studia kontynuował w Heidelbergu. Uczęszczał tam na wykłady prof. Roberta Bunsena - znakomitego niemieckiego fizyka i chemika, współtwórcy podstaw analizy spektralnej (wraz z G. Kirchhoffem) i wynalazcy (m.in. popularnego palnika Bunsena).
W rezultacie wybuchu wojny rosyjsko-tureckiej w 1877 roku, Bolesław Masłowski - jako poddany carski - został powołany do armii rosyjskiej i wcielony do służby sanitarnej. Po zakończeniu służby kontynuował studia w szkole chemicznej w Miluzie (Alzacja) i ukończył je w 1881 roku. Przypadło to na okres szczytowego rozkwitu tej uczelni pod kierunkiem prof. E. Noeltinga. Podczas swych rozległych studiów Masłowski obrał chemię barwników (kolorystykę) jako specjalizację.

## Praca
Mimo znakomitego przygotowania zawodowego zdobytego w wielu cenionych ośrodkach naukowych, znalezienie odpowiedniego zatrudnienia w Polsce podzielonej na zabory okazało się dla niego trudne. Przedsiębiorstwa przemysłowe zdominowane przez obcy kapitał, wszelkie wymagające wysokich kwalifikacji, odpowiedzialne funkcje zatrzymywały dla cudzoziemskich specjalistów. W takich okolicznościach Masłowski podjął początkowo pracę jako robotnik w farbiarni Towarzystwa Akcyjnego "Zawiercie". Jednak już podczas początkowego dwumiesięcznego stażu zdobył wysokie uznanie swych kwalifikacji u przełożonych. W krótkim czasie został współpracownikiem pracującego tam E. Lautera - wybitnego specjalisty z dziedziny kolorystyki, zaś po trzymiesięcznym stażu został zaangażowany jako kierownik drukarni perkali. W ciągu następnych trzech lat awansował na stanowisko dyrektora przedsiębiorstwa z zatrudnieniem 6 tysięcy pracowników. Pełnił tę funkcję do 1891 roku przenosząc się następnie do Niemiec (gdzie w 1896 roku w czasopiśmie Farber Zeitung opublikował artykuł o metodach alkalicznego wywabiania czerwieni tureckiej). W następnych latach pracował w Rosji, a ostatnim miejscem jego pracy, od 1904 roku, były zakłady włókiennicze Balearów w Konicy na Morawach (na terytorium Austro-Węgier, a później Czechosłowacji). Pracował tam w charakterze dyrektora do końca życia. Zmarł w Konicy 20 czerwca 1928 roku pozostawiając dzieci, które miał ze swą żoną Felicją.

## Co pozostało?
Zasługi Masłowskiego dla kolorystyki, techniki farbiarstwa i przemysłu włókienniczego w skali krajowej i za granicą nie ograniczały się jedynie do innowacji w sferze technologii. Zdobył sobie również uznanie jako menedżer i utalentowany dydaktyk budzący zamiłowanie do zawodu, wyspecjalizowany zwłaszcza w szkoleniu kadr fachowych przy warsztacie pracy, w procesie produkcji. Pod kierunkiem Masłowskiego uzyskali kwalifikacje i doświadczenie zawodowe liczni chemicy - specjaliści w zakresie chemii barwników i farbiarstwa.